# Severin Axell
Johan Severin Axell, född 22 oktober 1843 i Torps församling i Västernorrlands län, död 1 januari 1892 i Wiesbaden i Tyskland, var en svensk industriman, grosshandlare och politiker.
Axell blev filosofie doktor och docent i botanik (orkidéers fortplantning) vid Uppsala universitet 1869, men övergick två år senare till affärsbanan som sågverksägare och trävaruexportör i Sundsvall för firman Axell & co.. Han tog aktivt del i stadens kommunala liv som stadsfullmäktigeledamot och var en drivande kraft vid stadens uppbyggande efter den stora branden 1888.
Han var ledamot av riksdagens andra kammare 1876–1878, invald i Sundsvalls och Östersunds valkrets samt 1879–1880 och 1882, invald i Sundsvalls valkrets. Axell var senare ledamot av riksdagens första kammare 1886–1887B för Västernorrlands län. Han tillhörde Centern i andra kammaren.
Severin Axell var en av Lantmannapartiets farligaste motståndare och drev i första hand liberala ståndpunkter. Han förespråkade bland annat frihandel, skattereform (mera skatt för de rika) och utvidgad rösträtt.